# Pyryliumsalze

Pyryliumperchlorat

Pyryliumsalze, veraltet Pyroxoniumsalze, sind eine Gruppe ringförmiger (cyclischer), sauerstoffhaltiger chemischer Verbindungen, die zu den stabilen Oxoniumsalzen und Heterocyclen zählen. Sie leiten sich formal von Pyranen ab, in die man eine dritte Doppelbindung eingeführt hat.

## Synthese
Die Umsetzung von Grignard-Verbindungen mit γ-Pyronen und anschließende Hydrolyse liefert Pyranole. Deren Reaktion mit starken Säuren liefert unter Wasserabspaltung Pyryliumsalze der verwendeten Säure. Aus Chromonen entstehen analog Benzopyryliumsalze, aus Xanthon Dibenzopyryliumsalze (Xanthyliumsalze).
Die Umsetzung von Propen-Derivaten mit Carbonsäurechloriden oder -anhydriden führt in Gegenwart von Lewis-Säuren wie AlCl3 ebenfalls zu Pyryliumsalzen. Diese Methode ist als Balaban-Reaktion bekannt.